# Svjetski dan cjepiva protiv AIDS-a
Svjetski dan cjepiva protiv AIDS-a, poznat i kao Dan svjesnosti o cjepivu protiv HIV-a, obilježava se svake godine 18. svibnja. Zagovornici cjepiva protiv HIV-a obilježavaju dan promicanjem stalne potrebe za cjepivom za sprječavanje infekcije HIV-om i AIDS-a. Odaju priznanje i zahvalnost tisućama volontera, članova zajednice, zdravstvenih djelatnika, podupiratelja i znanstvenika koji zajedno rade na pronalaženju sigurna i učinkovita cjepiva protiv AIDS-a i pozivaju međunarodnu zajednicu da prepozna važnost ulaganja u nove tehnologije kao ključni element odgovora na epidemiju HIV/AIDS-a.
Koncept Svjetskog dana cjepiva protiv AIDS-a ukorijenjen je u uvodnom govoru tadašnjeg predsjednika Billa Clintona 18. svibnja 1997. na Sveučilištu Morgan State. Clinton je izazvao svijet da postavi nove ciljeve u nadolazećem dobu znanosti i tehnologije i razvije cjepivo protiv AIDS-a u sljedećem desetljeću navodeći: „Samo uistinu učinkovito, preventivno cjepivo protiv HIV-a može ograničiti i na kraju eliminirati prijetnju AIDS-a.”
Prvi Svjetski dan cjepiva protiv AIDS-a obilježen je 18. svibnja 1998. u spomen na godišnjicu Clintonova govora, a tradicija se nastavlja i danas. Svake godine zajednice diljem svijeta održavaju različite aktivnosti na Svjetski dan cjepiva protiv AIDS-a kako bi podigle svijest o cjepivima protiv AIDS-a, educirali zajednicu o prevenciji HIV-a i istraživali cjepivo protiv AIDS-a te skrenuli pozornost na načine na koje obični ljudi mogu biti dio međunarodne borbe za zaustavljanje pandemije.

## Vanjske poveznice
- Svjetski dan borbe protiv AIDS-a